# Fältvargspindel
Fältvargspindel (Pardosa agrestis) är en spindelart som först beskrevs av Westring 1861.  Fältvargspindel ingår i släktet Pardosa och familjen vargspindlar. Arten är reproducerande i Sverige. Utöver nominatformen finns också underarten P. a. purbeckensis.